# Evando Camillato
Evando Spinassé Camillato, mais conhecido como Evando Camillato, ou simplesmente Evando (Timóteo, 7 de março de 1977), é um ex-futebolista brasileiro que atuava como atacante.
É um dos maiores ídolos do Avaí.

## Carreira
Evando surgiu para o futebol no Vitória. Ficou famoso por seu nome. Não contêm a letra "R", comum para "Evandros", diferente de seu caso.
Em 2007 atuou pelo Avaí Futebol Clube de Florianópolis, e se transferiu no mesmo ano para o Qatar para atuar no Al-Shamal onde disputou uma temporada da Liga do Qatar.
Em 23 de julho de 2008 acertou a sua volta ao Avaí com contrato de um ano e meio, sendo mais um reforço do time para a continuação do Campeonato Brasileiro da Série B, aonde obteve grande destaque na conquista do time no tão sonhado acesso à Série A marcando 11 gols em 20 jogos. No jogo de volta do Avaí à elite do campeonato brasileiro depois de 30 anos, Evando escreve novamente o seu nome na história do clube ao marcar o primeiro gol do time.
No dia 17 de junho de 2009, anunciou sua saída do Avaí para voltar à Ponte Preta para a disputa do Campeonato Brasileiro da Série B. Ao final do ano a Ponte não conseguiu o acesso à Série A e Evando deixou o clube para atuar no Mirassol na temporada de 2010.
Ainda em 2010, Evando acertou com o Náutico para a disputa do Campeonato Brasileiro da Série B. Depois de alguns jogos pelo Náutico, Evando sofreu uma lesão no joelho e foi a Florianopolis para se recuperar no Departamento Medico do Avaí. Ao final da temporada, o contrato do jogador com o Timbú é encerrado.
No ano de 2011, Evando volta ao clube onde é considerado ídolo e que teve maior projeção nacional, o Avaí. Sua reestreia pelo time foi no dia 23 de fevereiro de 2011, num jogo válido pela primeira fase da Copa do Brasil, o Avaí saiu vitorioso por 3 a 0 sobre o Vilhena fora de casa, e eliminou o jogo de volta que seria na Ressacada. No jogo válido pela 3ª rodada do Campeonato Catarinense de 2011 no dia 13 de março, em que o Avaí empatou na Ressacada com o Criciúma em 2 a 2, Evando completou a marca de 100 jogos pelo Avaí, e recebeu homenagens do clube após a partida. No saldo final de sua volta, Evando participou de 12 jogos e marcou apenas 1 gol. Em junho de 2011, após ser pouco aproveitado no time pelo técnico Silas, Evando é dispensado pelo Avaí.
Após seis meses parado e aos 34 anos de idade, Evando é contratado pelo Ituano para a disputa do Campeonato Paulista de 2012. Sua estreia aconteceu na primeira rodada da competição no dia 21 de janeiro, no jogo em que o Ituano venceu o Guaratinguetá em casa por 3 a 0, Evando marcou o primeiro gol do jogo. Após sete partidas disputadas pelo Ituano (Evando atuou em todas, sendo titular nas cinco primeiras) e com a chegada do novo treinador Roberto Fonseca, o clube, através do seu cartola Juninho Paulista, anuncia uma reestruturação no elenco e Evando é dispensado.
Poucos dias após sua saída do Ituano, mais precisamente dia 24 de fevereiro de 2012, Evando reforça o Grêmio Barueri na sequência da Série A2 do Campeonato Paulista. Sua estreia pelo time ocorreu dois dias depois do seu anúncio, no jogo válido pela 10ª rodada da competição quando o Barueri perdeu para o Penapolense por 4 a 1 no Estádio Tenente Carriço em Penápolis. Evando substituiu o seu companheiro de equipe Julio Madureira no intervalo do jogo. Ao final da primeira fase, o Barueri não conseguiu a classificação e terminou a competição em décimo lugar.
Em maio de 2012, Evando voltou ao Avaí, afirmando que seria seu último time e ano no futebol. O último jogo oficial de Evando aconteceu no dia 24 de novembro de 2012 contra o Criciúma, válido pela última rodada do Brasileirão - Série B, a diretoria do Avaí preparou uma festa para despedida de um de seus maiores ídolos. A diretoria preparou também um jogo festivo entre Avaí e Brasiliense após o término do Campeonato, para relembrar o jogo do acesso no qual Evando marcou um dos gols mais importantes da história do clube. A ideia era reunir todos os jogadores presentes naquela partida de 2008. Ao todo, por seis temporadas no Avai, nos anos de 2004, 2007, 2008, 2009, 2011 e 2012, fez 117 jogos e anotou 44 gols.

### Pós-carreira
Evando foi o coordenador no projeto de escolinhas de futebol do Avaí e é um torcedor ferrenho do clube que aprendeu a amar. Após passar o cargo das escolinhas, Evando tornou-se auxiliar técnico do clube.
Em 2017, participou do Programa de Qualificação de Profissionais do Futebol oferecido pela CBF.
Chegou a comandar o time principal do Avai em algumas ocasiões, como em 2019 após a saída de Alberto Valentim, quando realizou 14 jogos com 11 derrotas e três empates e não venceu nenhuma, tendo aproveitamento de 7,4%.
Em janeiro de 2022, com o fim do time sub-23 do Avai, foi dispensado pelo clube.

## Ídolo
Desde que chegou ao Avaí pela primeira vez, em 2004, Evando demonstrou muita determinação, liderança e identificação com o clube. Conquistando assim o coração da torcida azurra e sendo considerado, ao lado de Marquinhos Santos, o maior ídolo da torcida avaiana até sua despedida no ano de 2009. Até aquela oportunidade, Evando havia marcado 39 gols em 92 jogos pelo Avaí. No ano de 2011, Evando voltou ao Avaí para continuar sua história de sucesso.

## Gol de placa
No dia 12 de agosto de 2008 Evando marcou o gol mais bonito de sua carreira e, reconhecidamente, um dos gols mais bonitos da história do Estádio da Ressacada.
A partida era válida pela 18ª rodada do Campeonato Brasileiro da Série B de 2008 entre Avaí e Corinthians que estava ganhando por 1x0, quando aos 38 minutos do segundo tempo, Evando marcou de bicicleta empatando o jogo. 12.219 pessoas que estavam presente na Ressacada neste jogo, presenciaram o feito.
Foi neste lance que surgiu a mística da Nossa Senhora da Ressacada, criada pelo narrador Salles Júnior da rádio CBN de Florianópolis para descrever o teor do gol de Evando.
"Ninguém acreditava e todos mereciam, principalmente Evando. Por isso, agradeci a ela em homenagem a Nossa Senhora da Ressacada, por estar abençoando o espetáculo."— Salles Júnior narrador da rádio CBN ao narrar o gol de bicicleta do atacante Evando na Ressacada.

## Gol histórico
Evando se consagrou ainda mais na história do Avaí, ao marcar o gol do acesso do time à primeira divisão do campeonato brasileiro de futebol. Foi no jogo entre Avaí e Brasiliense no dia 11 de novembro de 2008 quando, com o gol de Evando, o Avaí venceu o jogo por 1 a 0 e assegurou a vaga à elite do futebol brasileiro em 2009.

## Títulos

### Como jogador
Vitória
- Campeonato Baiano: 1995, 1996

Goiás
- Campeonato Brasileiro - Série B: 1999

Avaí
- Campeonato Catarinense: 2009, 2012

Seleção Brasileira Sub-20
- Torneio Internacional de Toulon: 1996

### Como auxiliar técnico
Avaí
- Campeonato Catarinense: 2019
- Taça Atlético Nacional de Medellín: 2017

## Estatísticas
Última atualização: 23 de setembro de 2012.
| Clube       | Ano       | Jogos | Gols |
| ----------- | --------- | ----- | ---- |
| Avaí        | 2004      | 27    | 9    |
| Avaí        | 2007      | 19    | 9    |
| Avaí        | 2008      | 27    | 11   |
| Avaí        | 2009      | 26    | 10   |
| Avaí        | 2011      | 12    | 1    |
| Avaí        | 2012      | 6     | 2    |
| Sub-total   | Sub-total | 117   | 42   |
| Ponte Preta | 2005      | 27    | 17   |
| Ponte Preta | 2009      | 30    | 9    |
| Sub-total   | Sub-total | 57    | 26   |